# Deschampsia parvula
Deschampsia parvula là một loài thực vật có hoa trong họ Hòa thảo. Loài này được (Hook.f.) É.Desv. mô tả khoa học đầu tiên năm 1853.